# Лопіанська складчастість
Лопійський орогенез (також відомий як Реболійський орогенез) — це гороутворювальна подія, яка вплинула на Балтійський щит протягом архею, між 2,9 і 2,6 мільярдами років тому. Кольсько-Біломорський гнейс та Карельський гранітоїдно-зеленокам'яний терейн сформувалися в цей час.